# Tegalwirangrong
Tegalwirangrong is een bestuurslaag in het regentschap Indramayu van de provincie West-Java, Indonesië. Tegalwirangrong telt 1553 inwoners (volkstelling 2010).